# 稚內市
45°24′57″N 141°40′23″E / 45.415729°N 141.673164°E
稚內市（日语：／ Wakkanai shi */?）是位於日本北海道北部的城市，也是宗谷綜合振興局所在地，是日本實際控制領土中的最北端（未含與俄羅斯有爭議的北方四島），也因此轄區內有許多事物被冠上「日本最北」的稱號。東面向鄂霍次克海，西面日本海，北為宗谷海峽，從最北端的宗谷岬到對岸俄羅斯庫頁島南端的克里利翁角的距離約為43公里。宗谷本線位於市中心的稚內車站同時也是日本最北的鐵路車站，車站並設有紀念碑供旅客拍照留念。年均溫只有攝氏7℃。
由於稚內市附近的海域皆為經濟水域，因此漁業發達，同時也帶動水產加工業。又由於位處宗谷支廳的中心地區，因此成為宗谷地方的商業中心，近年來積極發展觀光旅遊事業。
名稱則是來自阿伊努語的，意思為流著冷水（飲用水）的河川。

## 歷史
- 1685年：設置「宗谷場所」。[2]
- 1859年：隸屬秋田藩管轄。
- 1869年：隸屬開拓使管轄。
- 1870年：隸屬金澤藩管轄。
- 1872年：隸屬北海道開拓管轄。
- 1879年：設置宗谷村戶長役場。

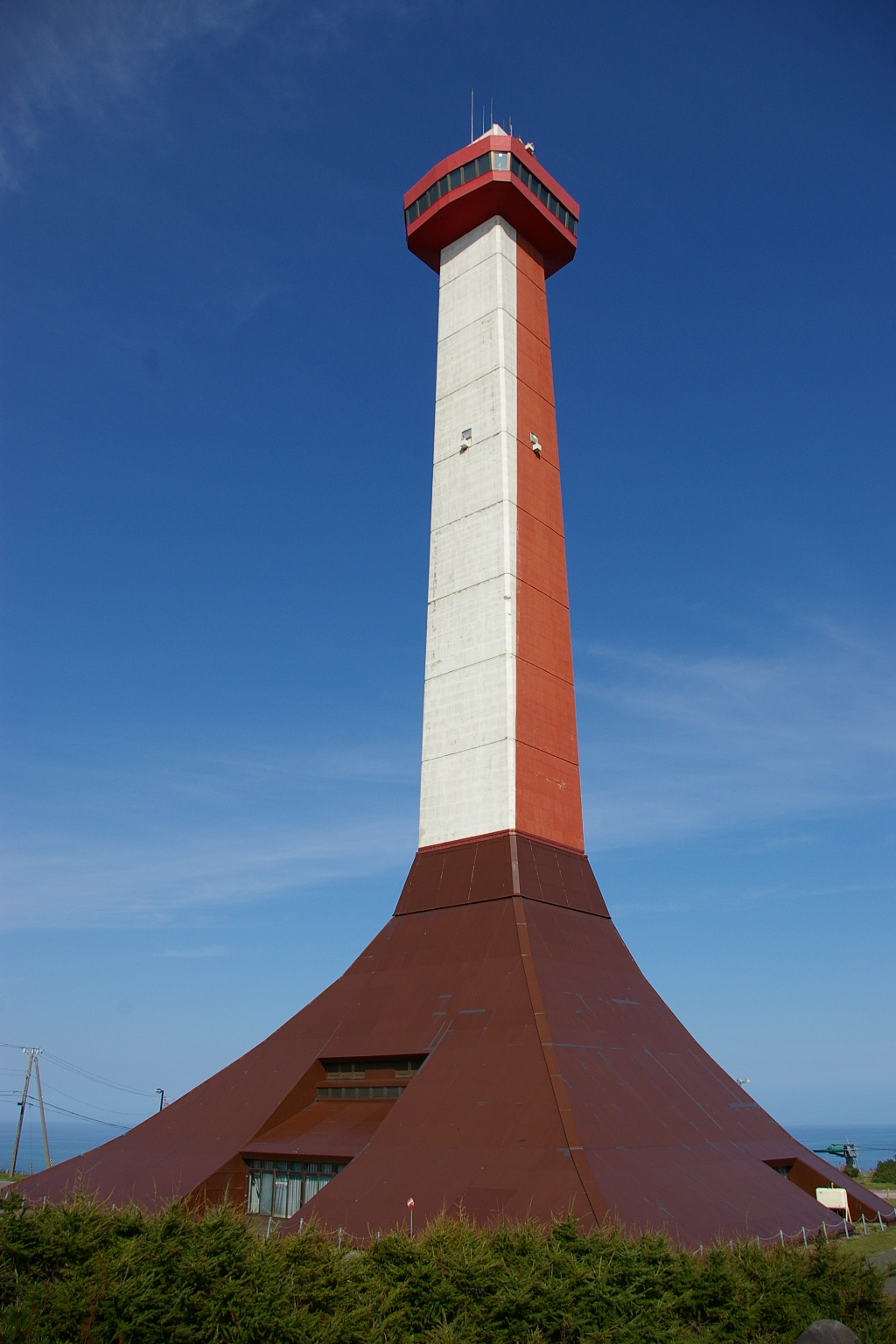
稚內市建城百年記念塔

- 1900年7月1日：稚內村、抜海村、聲問村合併為稚內町，並成為北海道一級町。[3]
- 1909年4月1日：宗谷村、泊內村、猿拂村合併為宗谷村，並成為北海道二級村。
- 1924年1月1日：猿拂村從宗谷村分村。
- 1949年4月1日：改制為稚內市。
- 1955年2月1日：宗谷村併入稚內市。

## 地理
有河川長41.9公里的聲問川及大沼等。

### 氣候
此處為全日本最晚開櫻花的地方之一，約5月中旬才綻放，在稚內公園常出現大山櫻等花朵。
觀測過的極端氣候
稚內地方氣象台觀測
| 項目           | 觀測值   | 日期          |
| -------------- | -------- | ------------- |
| 最高氣溫       | 31.3℃    | 1946年8月22日 |
| 最低氣溫       | -19.4℃   | 1944年1月30日 |
| 最深積雪的一年 | 706 cm   | 2010年        |
| 最深積雪       | 199 cm   | 1970年2月9日  |
| 最大瞬間風速   | 44.9ｍ/s | 1995年11月8日 |

#### 稚內氣候圖
| 稚內市（1981年 - 2010年）          | 稚內市（1981年 - 2010年） | 稚內市（1981年 - 2010年） | 稚內市（1981年 - 2010年） | 稚內市（1981年 - 2010年） | 稚內市（1981年 - 2010年） | 稚內市（1981年 - 2010年） | 稚內市（1981年 - 2010年） | 稚內市（1981年 - 2010年） | 稚內市（1981年 - 2010年） | 稚內市（1981年 - 2010年） | 稚內市（1981年 - 2010年） | 稚內市（1981年 - 2010年） | 稚內市（1981年 - 2010年） |
| 月份                               | 1月                       | 2月                       | 3月                       | 4月                       | 5月                       | 6月                       | 7月                       | 8月                       | 9月                       | 10月                      | 11月                      | 12月                      | 全年                      |
| ---------------------------------- | ------------------------- | ------------------------- | ------------------------- | ------------------------- | ------------------------- | ------------------------- | ------------------------- | ------------------------- | ------------------------- | ------------------------- | ------------------------- | ------------------------- | ------------------------- |
| 历史最高温 °C（°F）                | 7.4 (45.3)                | 10.6 (51.1)               | 13.1 (55.6)               | 20.4 (68.7)               | 26.9 (80.4)               | 26.8 (80.2)               | 32.7 (90.9)               | 31.6 (88.9)               | 29.7 (85.5)               | 23.5 (74.3)               | 17.4 (63.3)               | 11.5 (52.7)               | 32.7 (90.9)               |
| 平均最高温 °C（°F）                | 3.1 (37.6)                | 2.6 (36.7)                | 6.8 (44.2)                | 14.2 (57.6)               | 19.7 (67.5)               | 22.1 (71.8)               | 25.5 (77.9)               | 26.9 (80.4)               | 24.0 (75.2)               | 19.0 (66.2)               | 13.2 (55.8)               | 7.0 (44.6)                | 27.3 (81.1)               |
| 平均高温 °C（°F）                  | −2.7 (27.1)               | −2.5 (27.5)               | 1.2 (34.2)                | 7.2 (45.0)                | 12.0 (53.6)               | 15.7 (60.3)               | 19.7 (67.5)               | 22.3 (72.1)               | 19.7 (67.5)               | 13.7 (56.7)               | 6.1 (43.0)                | 0.1 (32.2)                | 9.4 (48.9)                |
| 日均气温 °C（°F）                  | −4.7 (23.5)               | −4.7 (23.5)               | −1.0 (30.2)               | 4.4 (39.9)                | 8.8 (47.8)                | 12.7 (54.9)               | 16.8 (62.2)               | 19.6 (67.3)               | 16.8 (62.2)               | 11.1 (52.0)               | 3.6 (38.5)                | −2.0 (28.4)               | 6.8 (44.2)                |
| 平均低温 °C（°F）                  | −6.8 (19.8)               | −7.1 (19.2)               | −3.5 (25.7)               | 1.8 (35.2)                | 6.0 (42.8)                | 10.1 (50.2)               | 14.5 (58.1)               | 17.3 (63.1)               | 14.0 (57.2)               | 8.1 (46.6)                | 1.0 (33.8)                | −4.2 (24.4)               | 4.3 (39.7)                |
| 平均最低温 °C（°F）                | −12.7 (9.1)               | −12.7 (9.1)               | −9.5 (14.9)               | −2.7 (27.1)               | 1.2 (34.2)                | 5.5 (41.9)                | 9.8 (49.6)                | 13.2 (55.8)               | 8.9 (48.0)                | 1.8 (35.2)                | −6.2 (20.8)               | −9.6 (14.7)               | −13.9 (7.0)               |
| 历史最低温 °C（°F）                | −19.4 (−2.9)              | −18.3 (−0.9)              | −17.4 (0.7)               | −8.0 (17.6)               | −2.2 (28.0)               | 2.1 (35.8)                | 6.4 (43.5)                | 8.9 (48.0)                | 3.5 (38.3)                | −4.4 (24.1)               | −11.4 (11.5)              | −16.0 (3.2)               | −19.4 (−2.9)              |
| 平均降水量 mm（）                  | 84.3 (3.32)               | 60.7 (2.39)               | 50.3 (1.98)               | 49.0 (1.93)               | 67.6 (2.66)               | 53.0 (2.09)               | 90.6 (3.57)               | 116.0 (4.57)              | 123.5 (4.86)              | 134.1 (5.28)              | 120.9 (4.76)              | 112.8 (4.44)              | 1,062.7 (41.84)           |
| 平均降雪量 cm（）                  | 173 (68)                  | 143 (56)                  | 102 (40)                  | 21 (8.3)                  | 0 (0)                     | 0 (0)                     | 0 (0)                     | 0 (0)                     | 0 (0)                     | 1 (0.4)                   | 53 (21)                   | 160 (63)                  | 656 (258)                 |
| 平均降水天数（≥ 1.0 mm）           | 20.3                      | 16.1                      | 11.7                      | 8.4                       | 8.6                       | 7.4                       | 7.9                       | 8.6                       | 10.8                      | 14.0                      | 17.0                      | 20.8                      | 151.7                     |
| 平均降雪天数                       | 30.1                      | 26.2                      | 24.2                      | 9.2                       | 1.2                       | 0.0                       | 0.0                       | 0.0                       | 0.0                       | 3.4                       | 17.7                      | 28.2                      | 140.0                     |
| 平均相對濕度（％）                 | 72                        | 72                        | 71                        | 75                        | 79                        | 85                        | 86                        | 84                        | 75                        | 68                        | 67                        | 70                        | 75                        |
| 月均日照時數                       | 45.6                      | 80.3                      | 138.6                     | 171.8                     | 185.6                     | 166.3                     | 146.8                     | 148.5                     | 177.1                     | 135.9                     | 57.6                      | 30.1                      | 1,484.4                   |
| 来源1：Japan Meteorological Agency |                           |                           |                           |                           |                           |                           |                           |                           |                           |                           |                           |                           |                           |
| 来源2：Climatebase.ru (records)    |                           |                           |                           |                           |                           |                           |                           |                           |                           |                           |                           |                           |                           |

## 行政

### 市長
- 第一任：西岡斌（1949年5月1日 - 1959年4月30日、共三任，原為稚內町町長）
- 第二任：濱森辰雄（1959年5月1日 - 1991年4月30日、共八任，為全日本歷史中任期第三長的市長）
- 第三任：敦賀一夫（1991年5月1日 - 1999年4月30日、共二任）
- 第四任：橫田耕一（1999年5月1日 - 2011年4月30日、共三任）
- 第五任：工藤廣（2011年5月1日 - ）

### 道行政機關
- 宗谷綜合振興局
- 北海道警察旭川方面本部 稚內警察署
- 北海道立稚內水產試驗場
- 宗谷教育局

### 市行政機關
- 稚內市公所本所  北海道稚內市中央3丁目13番15號
- 稚內市公所宗谷支所 稚內市大字宗谷村字宗谷161
- 稚內市公所沼川支所 稚內市大字聲問村字沼川7755

### 其他機關
- 稚內地區消防事務組合本部 稚内市港5丁目1番37號(負責稚內市、豐富町、猿拂村)
- 稚內市立綜合體育館
- 稚內市立圖書館

### 國家機關
- 旭川地方法院稚內支部 北海道稚內市朝見一丁目1-3-10
- 旭川家庭法院稚內支部 北海道稚內市朝見一丁目1-3-10
- 稚內簡易審判庭 北海道稚內市朝見一丁目1-3-10
- 法務省旭川地方法務局稚內支局
- 法務省旭川保護觀察所稚內駐在官事務所
- 法務省札幌入國管理局稚內港出張所
- 旭川地方檢查廳稚內支部
- 稚內區檢查廳
- 財務省函館海關稚內海關支署
- 國稅廳札幌國稅局稚內稅務署
- 厚生勞動省北海道勞動局稚內勞動基準監督署
- 厚生勞動省北海道勞動局稚內公共職業安定所
- 厚生勞動省小樽檢疫所稚內出張所
- 農林水產省北海道農政事務所稚內統計情報科
- 林野廳北海道森林管理局宗谷森林管理署
- 國土交通省北海道運輸局旭川運輸支局稚內廳舍
- 國土交通省北海道開發局稚內開發建設部
- 國土交通省東京航空局稚內機場事務所
- 海上保安廳第一管區海上保安本部稚內海上保安部
- 氣象廳札幌管區氣象台稚內地方氣象台
- 氣象廳札幌管區氣象台新千歲航空測候站稚內機場出張所
- 環境省北海道地方環境事務所稚內自然保護官事務所
- 自衛隊稚內分屯地（稚內分屯地（陸上自衛隊）、稚內基地（海上自衛隊）、稚內分屯基地（航空自衛隊））

### 市議會
議員名額共20人。2007年曾爆發不當挪用政務調查費的事件。

#### 組成
| 會派（政黨） | 議席數 |
| ------------ | ------ |
| 公明黨       | 3      |
| 無所屬       | 17     |

## 經濟

### 主要企業與團體

#### 農漁業
- 稚內農業協同組合
- 北宗谷農業協同組合沼川支所
- 稚內漁業協同組合
- 稚內機船漁業協同組合
- 宗谷漁業協同組合

#### 金融業
- 稚內信用金庫 北海道稚內市中央3丁目9-6
- 北洋銀行稚內支店
- 北海道銀行稚內支店
- 北海道勞動金庫稚內支店

#### 交通運輸業
- 宗谷巴士 北海道稚內市末廣5丁目2番23號
- 心陸地海運

#### 電力業
- 宗谷風力發電公司 北海道稚內市宗谷岬

#### 水產加工業
- 秋山水產公司
- 鄂霍茨克日朗公司宗谷工廠
- 大東食品公司
- 田上食品工業公司

#### 食品加工業
- 若一切公司
- 菅原畜品公司
- 宗谷岬牧場
- 明治乳業公司稚內工廠
- 稚內全日空酒店
- 誠陽有限公司

#### 商業
- 相澤食料百貨店公司
- 副港開發公司
- 稚內副港服務公司
- 稚內丸善公司
- 山英小新商店有限公司(生鮮市場稚內店)

#### 食品製造業
- 司小鹿御菓子
- 甘榮堂工藤菓子店
- 寺江食品公司
- 香花堂有限公司

#### 建設業
- 石塚建設興業公司
- 共成建設公司
- 坂本建設公司
- 佐佐木公司
- 中田組公司
- 藤建設公司

#### 印刷業
- 國境公司
- 稚內印刷公司

#### 其他
- 霍庫坦公司
- 澤田輪胎公司
- 奇斯基石油銷售公司
- 關仲貿易公司
- 橫田汽車公司
- 稚內港灣設施公司

### 商業團體

#### 飯店
- 全日空飯店稚內館 北海道稚內市開運1丁目2番2號
  - 經營權讓渡給明治海運
- 多摩利旅館稚內會館
- 稚內太陽大酒店
- 稚內大酒店 北海道稚内市大黑2丁目13-11
- 米加馬飯店

#### 百貨店
- 西條百貨店稚內店
- 稚內副港市場 北海道稚內市港1丁目6番28號

#### 超級市場
- 相澤食料百貨店
- シティ稚內店（北雄幸運公司）
- 生鮮市場稚內店
- 霍庫蘭稚內店
- 超級批發

## 交通

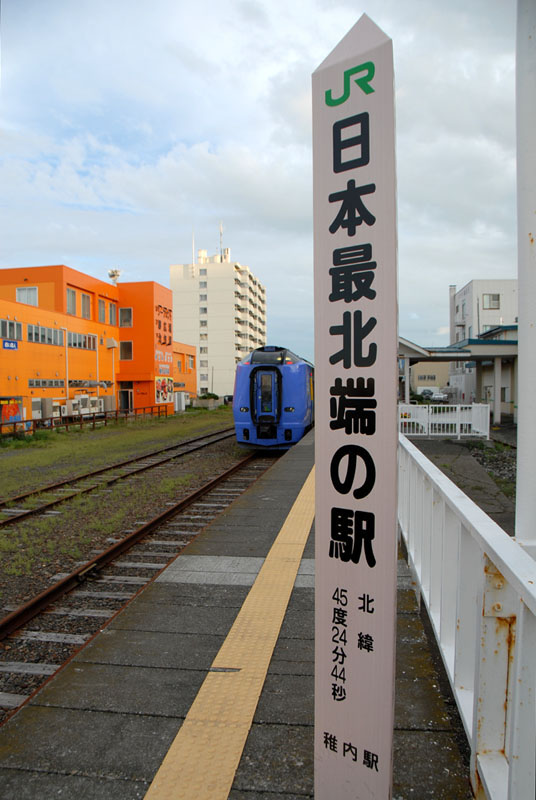
日本最北端的車站告示牌

### 機場
- 稚內機場

### 港口
- 稚內港（重要港灣）：目前有東日本海渡輪所營運，可前往庫頁島科爾薩科夫的國際航線。在二次大戰前，港口曾經有日本國鐵所經營的稚泊連絡船行駛相同的航線。

### 鐵路
- 北海道旅客鐵道
  - 宗谷本線：勇知車站 - 拔海車站 - 南稚內車站 - 稚內車站（日本最北的車站）

### 道路

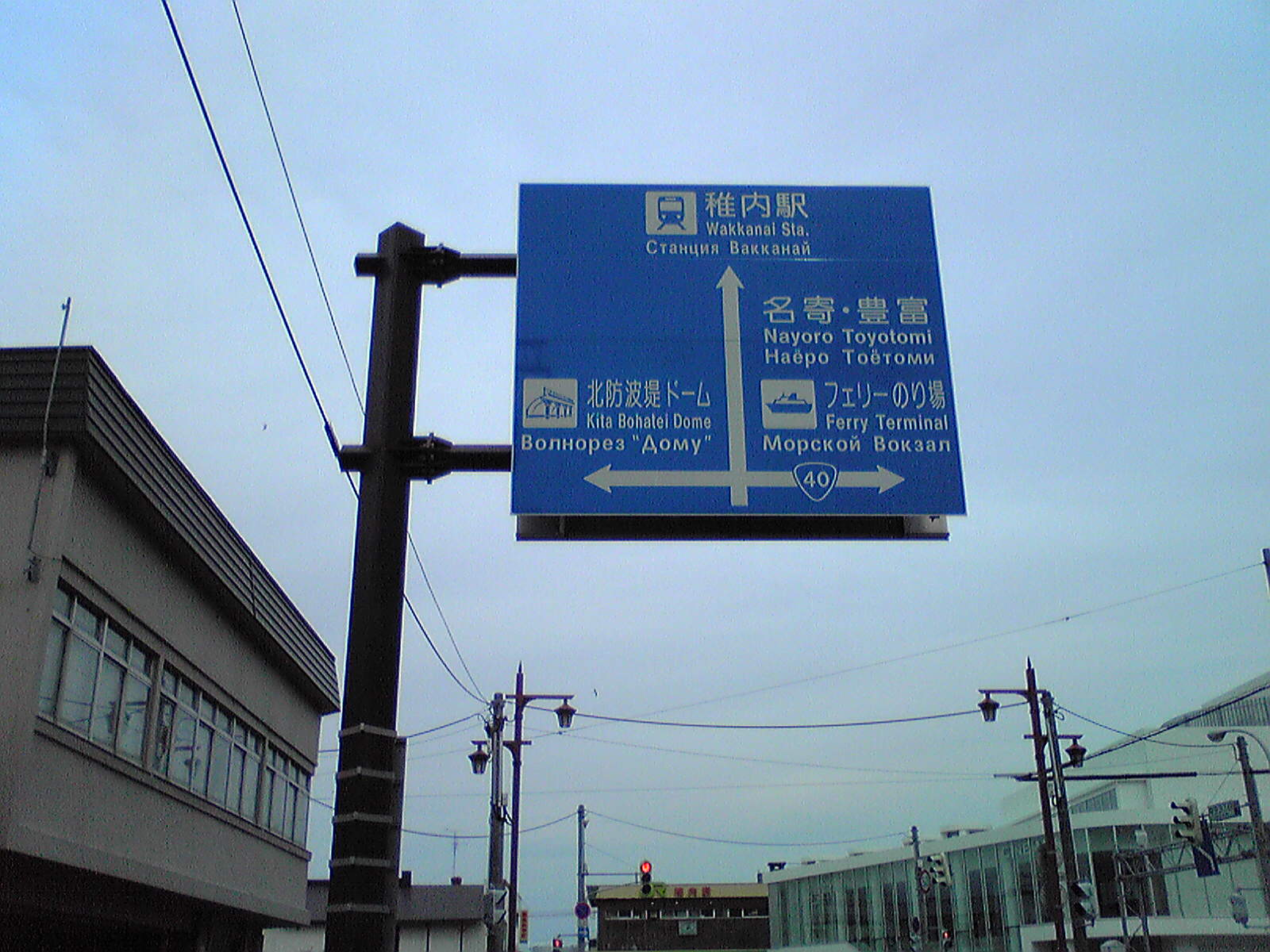
市內記有日、英、俄三種語言的路標

| 一般國道 - 國道40號 - 國道232號 - 國道238號 主要道道 - 北海道道106號稚內天鹽線 - 北海道道121號稚內幌延線 - 北海道道138號豐富猿拂村線 | 道道 - 北海道道254號拔海港線 - 北海道道407號稚內港線 - 北海道道510號抜海兜沼停車場線 - 北海道道616號上勇知兜沼停車場線 - 北海道道646號曲渕停車場線 - 北海道道811號勇知上勇知線 - 北海道道889號上猿拂村清濱線 - 北海道道1059號稚內機場線 - 北海道道1077號稚內猿拂村線 - 北海道道1119號稚內豐富線 - 北海道道1133號宗谷線 |

## 郵政
- 稚內郵局（日本郵政稚內支店併設）
- 沼川郵局
- 宗谷郵局
- 勇知郵局
- 聲問郵局

## 觀光景點

### 觀光
- 利尻禮文佐呂別國立公園
- 宗谷岬、宗谷岬和平公園
- 野寒布岬

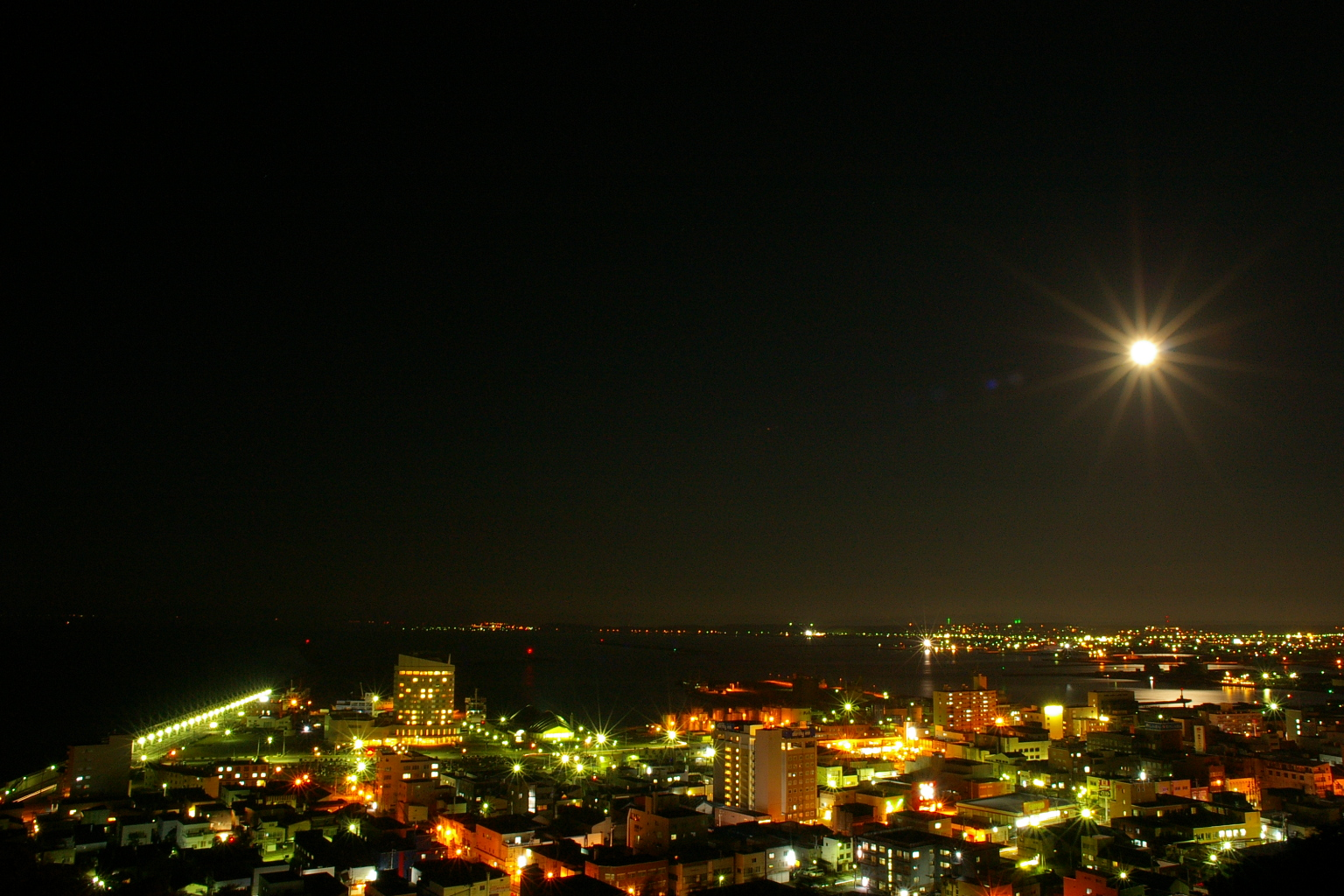
稚內市夜景

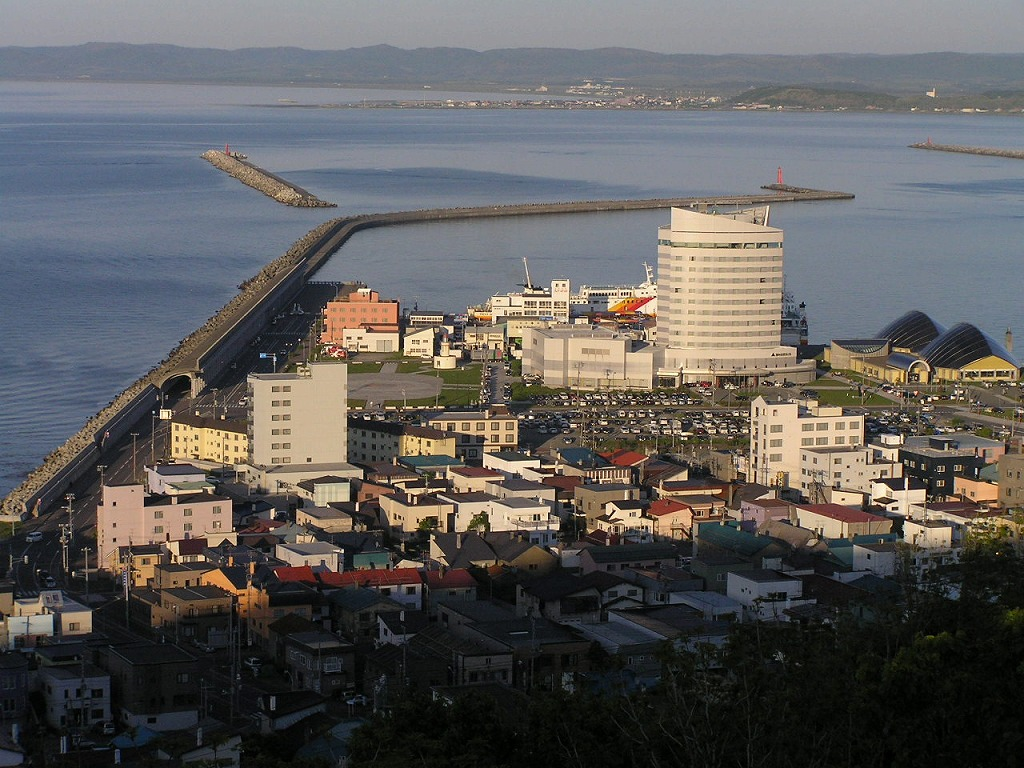
從稚內公園眺望市區與稚內港

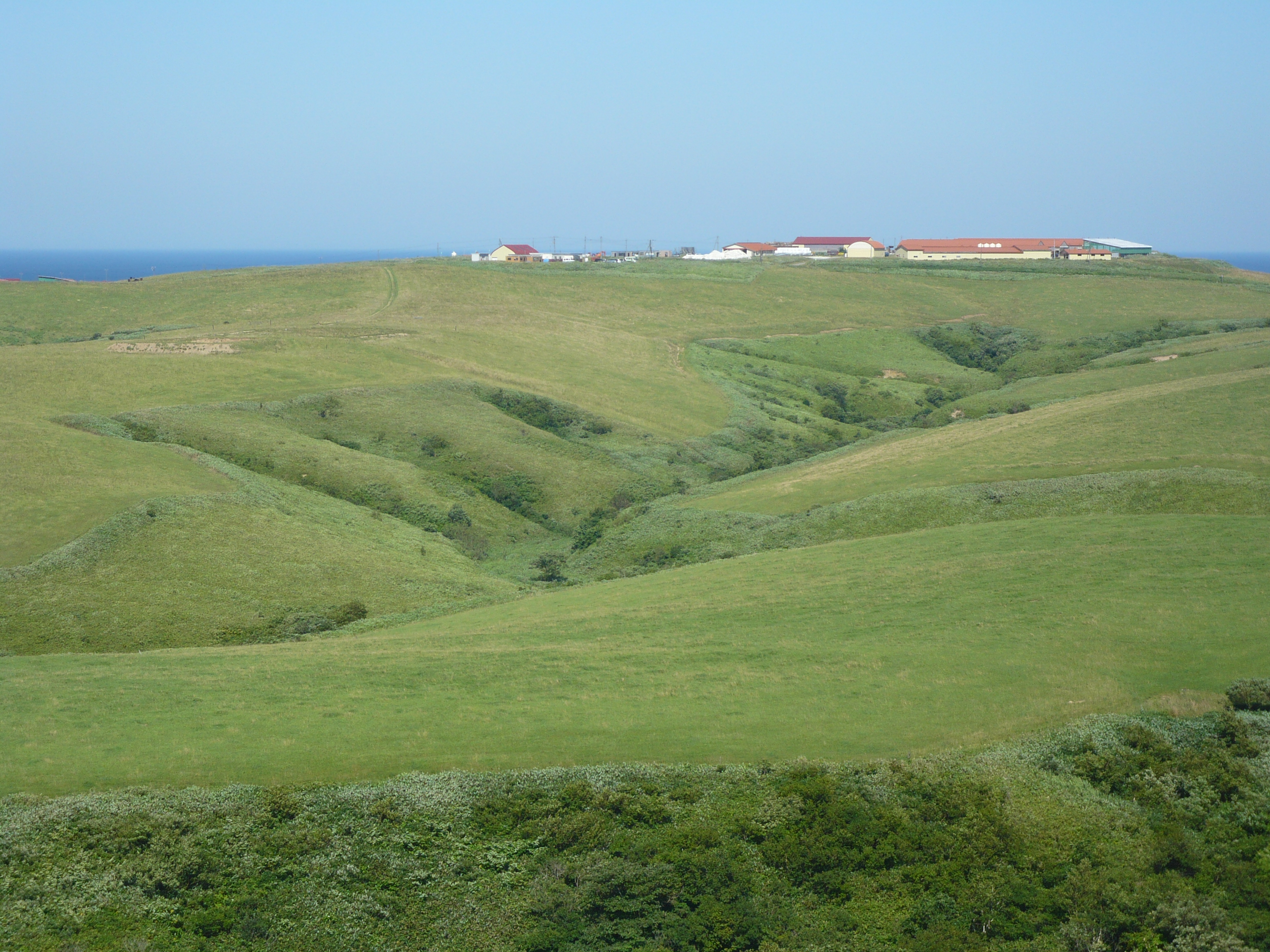
宗谷丘陵的冰緣地形，遠處為宗谷岬牧場（2008年）

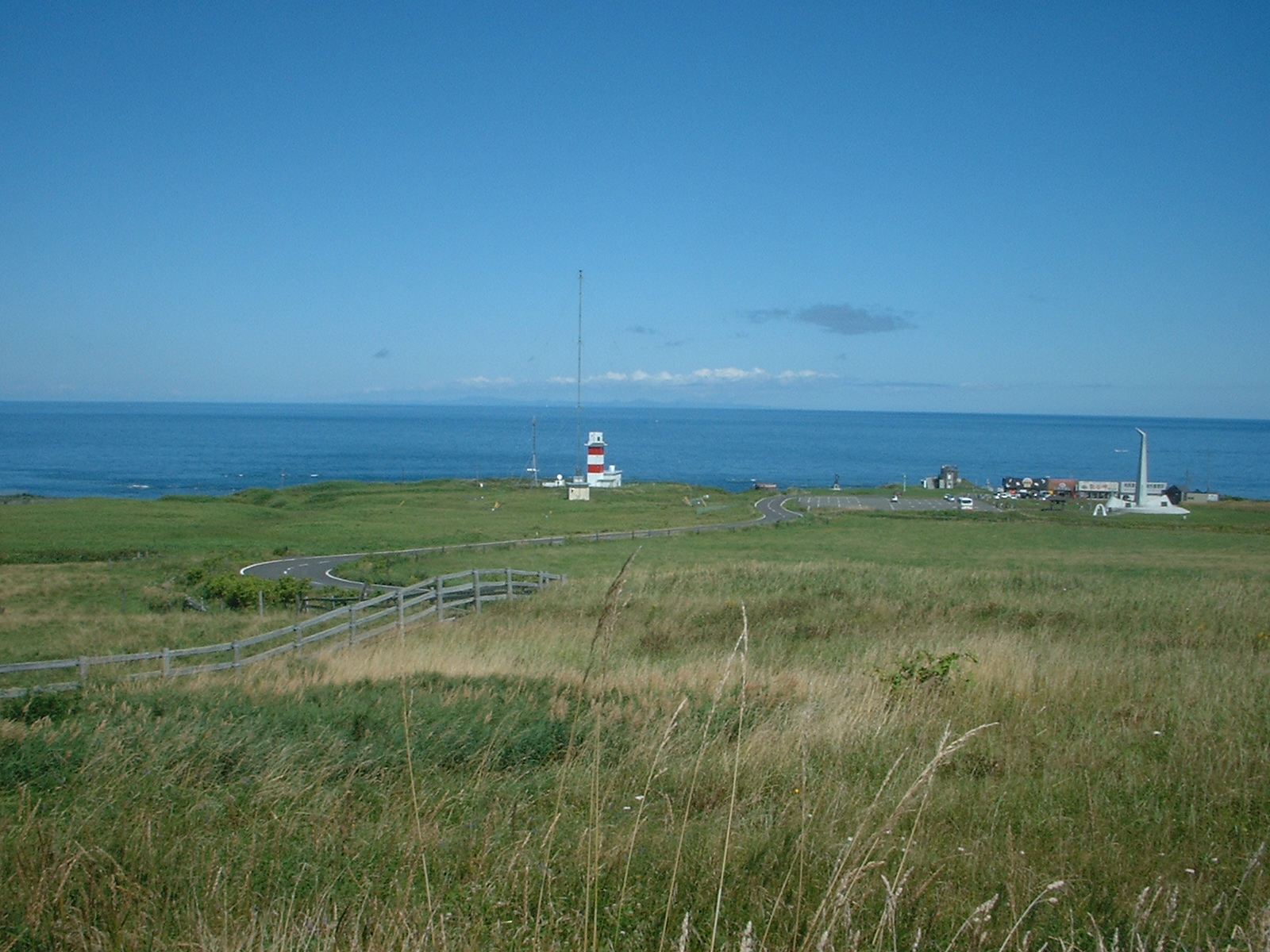
宗谷丘陵與宗谷岬，宗谷海峽對岸隱約可見庫頁島

- 稚內公園（冰雪之門、九少女之像、建城百年記念塔）
- 宗谷丘陵（北海道遺産）
- 大沼野鳥觀察館（大沼）
- 稚內機場公園
- 稚內港北防波堤圓拱
- 稚內溫泉
- （拔海岬） 《11月1日 - 3月31日》
- 高野山最北大師真言寺（北海道三十三觀音靈場二十七號札所）
- 稚內市青少年科學館
- 稚內市立野寒布寒流水族館
- 日本最北端麥當勞餐廳

### 祭典
- 元旦日出《1月1日》
- 南極高原《2月1日 - 3月下旬》
- JAPAN　CUP　全國犬賽稚內大會《2月下旬》
- 冬季運動狂歡節《3月上旬》
- 大沼白鳥祭《5月上旬》
- 中央商店街步行者天國《6月》
- 北門神社例大祭《7月4日 - 7月6日》
- 稚內港口南極祭《8月第1星期六、日》
- 美食家祭《9月中旬 - 下旬》

### 文化遺產
- 宗谷的護國寺跡（北海道指定史跡）

## 大眾傳播
- 日刊宗谷
- 稚内新聞

## 教育

### 大學
- 育英馆大学，原稚內北星學園大學。

### 高等學校
| - 道立北海道稚內高等學校 （页面存档备份，存于） | - 私立稚內大谷高等學校 （页面存档备份，存于） |

### 中學校
| - 稚內市立稚內中學校 - 稚內市立稚內南中學校 - 稚內市立稚內東中學校 | - 稚內市立宗谷中學校 （页面存档备份，存于） - 稚內市立潮見丘中學校 |

### 小中學校
| - 稚內市立天北小中學校 |

### 小學校
| - 稚內市立稚內中央小學校 - 稚內市立稚內港小學校 - 稚內市立稚內南小學校 - 稚內市立稚內東小學校 - 稚內市立稚內潮見丘小學校 | - 稚內市立聲問小學校 - 稚內市立宗谷小學校 - 稚內市立大岬小學校（日本最北的學校） - 稚內市立富磯小學校 |

### 特殊學校
- 稚內養護學校 （页面存档备份，存于）

## 姊妹市・友好都市

### 日本
- 石垣市（沖繩縣）[4]

### 海外
- 湼韋爾斯克（俄羅斯 薩哈林州）：前日本樺太廳本斗町
- 科爾薩科夫（俄羅斯 薩哈林州）：前日本樺太廳大泊町
- 南薩哈林斯克（俄羅斯 薩哈林州）：前日本樺太廳豐原市
- 碧瑤市（菲律賓 呂宋）
- 安克拉治港（美國 阿拉斯加州）
- 臺灣屏東縣恆春鎮：於2023年11月28日簽署交流協定。[5]

## 本地出身的名人
- 大村嚴：前職業棒球選手
- 岡田敦：攝影師
- 小山彰太：爵士樂鼓手
- 中座真：棋士
- 中井廣惠：棋士
- ：歌手
- 森美津榮：女演員
- 六土開正：音樂人
- 女雅：视觉系乐队kagrra，贝斯手
- Galileo Galilei：樂團

## 外部連結
- （日語）稚內觀光協會 （页面存档备份，存于）
- （日語）稚內地方氣象台
- （日語）稚內機場
- （日語）宗谷岬介紹（稚內社區網路）
- （日語）稚內青年旅社
- （日語）宗谷巴士公司 （页面存档备份，存于）
- （日語）稚內青年會議所 （页面存档备份，存于）
- （日語）社會福利法人稚內木馬館 （页面存档备份，存于）
- （日語）稚內商工會議所 （页面存档备份，存于）
- （日語）稚內農會 （页面存档备份，存于）
- （日語）市立稚內醫院
- （日語）稚內建設協會 （页面存档备份，存于）
- （日語）稚內副港市場 （页面存档备份，存于）